# Jana Birdie
Jana Birdie (ros. Яна Бирде) – wieś (sieło) w Rosji, w Baszkortostanie, w rejonie czekmaguszewskim. W 2010 liczyła 324 mieszkańców.